# Seleuco (usurpador)
Seleuco (en latín: Seleucus; fl. c. 221) fue un usurpador romano bajo el gobierno de Heliogábalo.  Se sabe muy poco sobre él y su política.
Seleuco intentó tomar el poder en el Imperio Romano alrededor de 221. Sin embargo, su identidad exacta está en disputa. Podría ser el entonces gobernador de la provincia de Moesia Inferior, Julio Antonio Seleuco
, o el cónsul del año 221, Marco Flavio Vitelio Seleuco.
```
 Independientemente de cuál de los dos quisiera tomar el poder, fracasó a pesar del sentimiento contra el emperador Heliogábalo en funciones de esos días.
```

Polemio Silvio, un historiador del siglo V, nombra a Seleuco junto con Uranio, Seyo Salustio y Taurino como usurpador bajo Heliogábalo. Sin embargo, sus declaraciones no pueden proporcionar ninguna información sobre la identidad exacta de Seleuco.  Incluso podría confundirse con Seyo Salustio, suegro del sucesor de Heliogábalo Severo Alejandro.